# Algorytm całkowania wstecznego
Algorytm całkowania wstecznego – sposób na sterowanie manipulatorem elastycznym.

## Model
Model manipulatora zapisany jest jako:
{\displaystyle M_{1}q_{1}^{''}+Cq_{1}^{'}+D_{1}+K(q_{1}-q_{2})=0,}
{\displaystyle Iq_{2}^{''}+K(q_{2}-q_{1})=u.}

## Nowe współrzędne
Tak jak w algorytmie linearyzacji statycznej wprowadza się nowe współrzędne:
{\displaystyle x_{1}=q_{1},}
{\displaystyle x_{2}=q_{1}^{'},}
{\displaystyle x_{3}=q_{2},}
{\displaystyle x_{4}=q_{2}^{'},}
ale dodaje się także współrzędne związane z trajektorią:
{\displaystyle x_{1d}=q_{1d},}
{\displaystyle x_{2d}=q_{1d}^{'},}
{\displaystyle x_{3d}=q_{2d},}
{\displaystyle x_{4d}=q_{2d}^{'}.}
Wpierw przekształca się model manipulatora tak, aby wyodrębnić {\displaystyle q_{2},} a następnie przedstawia go w postaci zawierającej współrzędne zadane:
{\displaystyle M_{1}q_{1d}^{''}+Cq_{1d}^{'}+D_{1}+Kq_{1d}=Kq_{2d},}
{\displaystyle q_{2d}=K^{-1}M_{1}q_{1d}^{''}+K^{-1}Cq_{1d}^{'}+K^{-1}D_{1}+q_{1d}.}
Na koniec wyznacza się wzory na błąd oraz prędkość błędu:
{\displaystyle x_{i}-x_{id}=e_{i},}
gdzie {\displaystyle i=1,2,3,4.}
{\displaystyle e_{1}^{'}=e_{2},}
{\displaystyle e_{2}^{'}=F_{4}(e_{1},e_{2},t)+F_{2}(e_{1},t)e_{3},}
{\displaystyle e_{3}^{'}=e_{4},}
{\displaystyle e_{4}^{'}=F_{5}(e_{1},e_{3},t)+I^{-1}u.}

## Sterowanie
Z powyższego wynika, że steruje się błędami, a nie wartością położeń. Jest to najbardziej kłopotliwa część tego algorytmu. Wykonuje się ją w czterech krokach; poniżej przedstawiony jest tylko pierwszy krok oraz rozwiązania poszczególnych kroków.
Układ traktuje się jako strukturę kaskadową, dlatego też obliczenia zaczyna się od pierwszego błędu:
{\displaystyle e_{1}^{'}=e_{2}.}
Aby błąd malał do zera wymagane jest spełnienie warunku {\displaystyle e_{1}^{'}<0.} Z tego powodu najlepszym rozwiązaniem jest:
{\displaystyle e_{1}^{'}=-R_{0}e_{1},}
gdzie {\displaystyle R_{0}>0.}
Następnie konstruuje się funkcję Lapunowa:
{\displaystyle V_{1}(e_{1})={\frac {1}{2}}e_{1}^{T}e_{1}}
i wyznacza się jej pochodną:
{\displaystyle V_{1}^{'}(e_{1})=-e_{1}^{T}R_{0}e_{1},}
co oznacza, że pochodna będzie mniejsza lub równa zero. W ten sposób uzyskuje się globalną eksponencjalną stabilność.
W kroku drugim rozpatrywane jest pierwsze oraz drugie równanie:
{\displaystyle e_{1}^{'}=e_{2},}
{\displaystyle e_{2}^{'}=F_{4}+F_{2}e_{3}.}
Od tego kroku konstruowane będą jedynie funkcje Lapunowa w postaci sumy poprzedniej funkcji oraz nowej formy kwadratowej.
{\displaystyle V_{2}(e_{1},e_{2})=V_{1}(e_{1})+{\frac {1}{2}}(e_{2}+R_{0}e_{1})^{T}(e_{2}+R_{0}e_{1}).}
Uzyskuje się wzór na trzeci błąd:
{\displaystyle e_{3}=F_{2}^{-1}(-R_{1}e_{2}-R_{1}R_{0}e_{1}-F_{4}-R_{0}e_{2})=-H(e_{1},e_{2},t).}
W kroku trzecim wyznaczany jest wzór na {\displaystyle e_{4}{:}}
{\displaystyle e_{4}=-R_{2}(e_{3}+H)-H'=-H_{2}.}
W kroku czwartym i ostatnim poszukiwane sterowanie:
{\displaystyle u=-IF_{5}-IH_{2}^{'}-IR_{3}(e_{4}+H_{2}).}
Wystarczy rozwinąć wzór do pełnej postaci i otrzymuje się przepis na sterowanie manipulatorem elastycznym. Dowód na stabilność rozwiązania opiera się na lemacie Barbalata.